# Diego de Ledesma
Diego de Ledesma (1519, Cuéllar - 18 de novembre de 1575, Roma) fou un teòleg, professor, escriptor i religiós espanyol del segle xvi, autor de diversos tractats educatius per a la Companyia de Jesús.

## Biografia
Cursà els primers estudis en gramàtica a la seva vila natal. Passà després a la Universitat d'Alcalà de Henares, i completà la seva formació a les universitats de París i Lovaina. A la Universitat Catòlica de Lovaina conegué un grup de pares de la Companyia de Jesús. S'interessà ràpidament per ells tant que ingressà en l'orde el 1556. Es traslladà a Roma, on fou rebut pel pare Diego Laínez el 3 de febrer del 1557, uns mesos després de morir Sant Ignasi de Loiola. Des de novici començà a ensenyar al col·legi romà, on desenvolupà durant divuit anys una intensa activitat docent, i ocupà el càrrec de prefecte dels estudiants.
El pla d'estudis marcat durant el seu professorat és considerat l'inici del famós Ratio studiorum dels jesuïtes traçat després pel pare Claudio Acquaviva. Considerat un excel·lent catequista, fou predecessor també en aquest aspecte dels pares Juan Martínez de Ripalda i Gaspar Astete; el seu conegut catecisme aconseguí un gran renom a tot Europa, i fou traduït a l'anglès, francès, italià, polonès, grec i lituà, i reeditat diverses vegades a Espanya. A més a més, escrigué nombroses obres de teologia, gramàtica i d'altres disciplines, totes elles destinades a l'educació en la Companyia.

## Obres
- Assertiones theologicae disputandae in templo Societatis Jesu, tempore electionis Prepositi Generalis (Roma, 1558).
- Grammatica brevi, et perspicua methodo comprehensa ad usum collegii romani Societatis Jesus (Venècia, 1559).
- De divinis scripturis quavis passim lingua non legendis: simul et de sacrifico Missae Coeterisque officiis in eclesia Christi hebraea tantum Graeca, aut latina lingua celebrandis (Colònia, 1570).
- De la manier de catechiser (Roma, 1573).
- Doctrina cristiana (traduït el 1623 a l'anglès, el 1713 al francès, al grec, a l'italià, al lituà i al polonès).
- Disputatio de matrimonio infidelium.
- Tabella brevis totius summae theologiae Sancti Thomae.
- Compendium casuum constientiae.